# キヤノン
キヤノン株式会社（読みはキャノン、英: CANON INC.）は、東京都大田区に本社を置く、カメラ・ビデオをはじめとする映像機器、プリンタ、複写機をはじめとする事務機器、デジタルマルチメディア機器や半導体・ディスプレイ製造装置（露光装置、蒸着装置）などを製造する日本の大手精密機器メーカーである。
芙蓉グループ（旧：富士銀行〈現：みずほ銀行〉系）に属している。東証プライムおよびニューヨーク証券取引所（ティッカー: CAJ）上場企業である。日経平均株価およびTOPIX Large70、JPX日経インデックス400の構成銘柄の一つ。
製販が分離しており、マーケティング・販売業務は、地域統括販売会社（キヤノンMJ（CMJ）、キヤノンUSA、キヤノンヨーロッパ、キヤノン中国（佳能）、キヤノンオーストラリア）を中心に展開されている。

## 概要
1937年設立のOA機器の総合メーカーである。おもな事業内容として、オフィスビジネスユニット（オフィス向け複合機、レーザー複合機、レーザープリンターなど）、イメージングシステムビジネスユニット（レンズ交換式デジタルカメラ、コンパクトデジタルカメラ、デジタルビデオカメラ、交換レンズ、インクジェットプリンターなど）、産業機器その他ビジネスユニット（半導体露光装置、フラットパネルディスプレー露光装置、医療画像記録機器など）を展開している。米州、欧州など海外売上高比率がきわめて高い。
1949年の上場以来、年間での赤字は一度もない。

### 経営状況
連結業績のセグメント別売上高構成比は、プリンティング56%、イメージングシステム21%、メディカル13%、インダストリアルその他13%である。地域別売上高では、国内より欧米市場など海外が大きなウエイトを占めており、国内が20.8%、海外が79.2%となっている。海外生産比率は同60%。17年12月期第3四半期累計（17年1月から9月）の連結業績（米会計基準）は、売上高2兆9597億円（前年同期比21.5％増）、営業利益2524億円（同69.8％増）だった。第3四半期（7月から9月）に限ると、売上高9945億円（前年同四半期比27.7％増）で、営業利益は805億円（同2.0倍）。レーザープリンターの回復が継続し、カメラは新製品を中心に堅調に推移。フラットパネルディスプレー露光装置、有機EL蒸着装置の大幅な伸長、東芝メディカルシステムズ（TMSC）の新規連結影響も寄与した。損益面では、継続的なコストダウン活動が奏功している。17年12月期の連結業績は、売上高4兆800億円（前期比19.9％増）、営業利益3500億円（同52.9％増）を計画。第3四半期決算発表時に売上高で300億円、営業利益で200億円それぞれ上方修正した。為替前提の円安への見直し、TMSCの寄与などが要因である。

### 特許戦略
海外での特許出願も重視しており、2014年末時点での特許・実用新案の保有件数は、世界全体で約9万2000件である。海外出願に際しては、地域ごとに事業戦略や技術・製品動向を踏まえて出願戦略を綿密に立て、必要な国や地域を見極めたうえで出願し、なかでも、ハイテク企業が多く、市場規模も大きい米国での出願に注力している。結果として近年登録数が増加し、2014年には日本企業として初めて4,000件を突破した。米国特許取得件数における日本企業中のキヤノンのランキングは11年連続1位を獲得している。

### 雇用形態
社員の役割や実績に応じて賃金を決める役割給制度を採用している。制度上、給与のベースアップは長らく実施しなかったが、2023年1月、物価高に対応するため20年ぶりにベースアップを実施。全従業員2万5000人の基本給を一律で7000円引き上げた。

## 社名

### 由来
キヤノンの前身は、1933年（昭和8年）11月12日頃に、内田三郎・吉田五郎（吉田は翌年の9月末までに退所）によって創立された精機光学研究所。観音菩薩の慈悲にあやかりたいという気持ちから、1934年（昭和9年）に完成した日本産初の精密小型カメラの試作機を「KWANON」（カンノン）、そのレンズを「KASYAPA」（カシャパ）と命名した。KASYAPAは、釈迦の弟子のひとりである大迦葉（梵: Mahākāśyapa マハーカーシャパ、巴: Mahākassapa マハーカッサパ）に由来している。
1935年（昭和10年）、世界で通用するカメラのブランド名として、Canon（キヤノン）が採用された。「正典」「規範」「標準」という意味を持ち、正確を基本とする精密工業の商標にふさわしいことと、KWANONに発音が似ていることが、この名称を採用した理由とされている。現在のロゴ（右上テンプレート内の形）は1956年（昭和31年）より使用されており、1974年（昭和49年）からロゴの色がキヤノンレッドになっている。

### 正式な表記
日本語における正式な表記は「キヤノン」であり、小字を用いた「キャノン」ではない。拗音の「ヤユヨ」や促音の「ツ」を大書きするのは、かつて（第二次世界大戦前から終戦直後まで）の歴史的仮名遣で当たり前の表記法だった。現代かなづかいではできるかぎり小書きする規定になったが、法令においてはほぼ昭和の終わりまで小書きにしない慣習が続いた。キヤノンを含むいくつかの企業名では今日でも大書きされている。この表記を続ける理由を、キヤノンでは、バランスを考慮して小字の「ャ」の上の空白によって穴が空いたように感じられることを避けたためとしている。

## 歴史

### 沿革
ライカが輸入されはじめて間もない1932年、吉田五郎はライカII型を購入し、その模倣品を製作した。1933年10月に、それを持って義弟であった内田三郎の元を訪ね、ライカに匹敵する高級カメラ製造事業化を熱心に勧めたが、この時点で内田は山一證券の外務員として法人相手の大口証券取引を扱っており、カメラ製造にはまったく興味を示さなかった。しかし証券売買で知り合った鮎川義介の事業観「資源が少ない我が国では、材料の原価に占める割合が少なく、たとえば光学精密機械や純度の高い化学工業が有望である」(＝加工貿易)に接して一転カメラ製造を決意し、3年の研究期間を設定し1933年11月研究所を立ち上げた。この研究所がキヤノンのルーツで、吉田の発案で「精機光学研究所」という名称が決められた。場所は吉田が乃木坂の自宅から歩いて数分、東京市麻布区六本木町62番地に存在した新築洋風三階建ての「竹皮屋ビル」を見つけてきてその一角を借りた。竹皮屋とは、オーナーの家系が江戸時代から竹の皮で被り笠を編んでいたことに由来する。日本光学工業（現・ニコン）から精度にうるさい金子富太郎、型削り盤を扱う油山が移り、また腕が悪くて困り者であった旋盤工の加藤が最初期の従業員であった。そのうち外装部品の調達や金銭管理が必要になり、内田が山一證券から部下であった前田武男を連れてきた。
カメラ開発は吉田に一任され、内田は言われるまま金を工面した。部品の外注は吉田がトーキー製造をしていたころに親しくなった一の橋の和田兄弟がやっていた機械工場や、狸穴の坂口時計歯車店に依頼していたが、図面で渡すより現物渡しで依頼したほうがかえってうまくいったという。1933年、国産で初めての35ミリフォーカルプレーンシャッターカメラ「Kwanon（カンノン）」を試作した。開発は難航し、吉田の在職中に1台も販売できていないが、アサヒカメラ1934年6月号には有名な「潜水艦ハ伊號 飛行機ハ九二式 カメラハKWANON 皆世界一」というコピーで広告を出した。7月号、8月号、9月号にも広告を出したがカメラの仕様が吉田の試作機に対応して少しずつ変わっている。
吉田がこだわった、コンタックスI型のようなボディー前面巻き上げ方式はベベルギアが必要になるが、坂口時計歯車店では歯切り機がよくなくうまく切れなかった。吉田が夏の暑い日にフォーカルプレーンシャッター幕のべとつきで苦労していると、内田は知人で第一師団麻布歩兵第一連隊中隊長だった山口一太郎大尉を連れてきて、山口は輸入物で軍用航空写真機用ゴム引き布幕を1反ほど持ってきた。この布幕について小倉磐夫は小西六から持ってきたと推定している。そのほかにも連動距離計、撮影レンズ、ヘリコイドの工作と問題山積の1934年11月、経理担当の前田が5,000円の使途不明金があった旨を内田に告げ、吉田は濡れ衣を着せられて退職した。吉田の退職と前後し、内田は山口の指導を受け、手作りによる試行錯誤の手法から脱し、設計図に従って試作し改良する手法へと転換した。光学系も日本光学工業の監督官をしていた次兄内田亮之輔のつてで日本光学工業の取締役顧問であった堀豊太郎を紹介してもらい、1934年9月、内田と前田は日本光学工業を訪れてレンズと距離計を依頼した。営業課課長の山本茂治と民需品担当の浜島昇係長が応対してこれを引き受け、レンズ設計者の砂山角野を電話で呼んだ。軍需製品では実際の設計者の功績は明らかにされず、軍人が評価されることが多いことに不満を感じていた砂山角野も乗り気となり、1935年始めにはニッコール50mmF3.5とニッコール50mmF4.5が完成した。なお、カメラの心臓部とも言える連動式焦点調節機構やヘリコイドの設計・制作は日本光学工業で民需品の設計を担当していた山中栄一の手によるものである。
1935年（昭和10年）には「キヤノン」「Canon」を商標登録し、無名でかつ販売ルートを持たないため近江屋写真用品と独占販売契約を結んでそのブランドであるハンザを冠し最初のカメラ製品、ハンザキヤノン標準型ニッコール50mmF3.5付きを1936年2月発売したが、ちょうどそのとき目の前の第一師団麻布歩兵第一連隊も舞台のひとつとして二・二六事件が起こり、山口も収監された。驚いた精機光学は1936年6月目黒区中根町に移転した。

### 年表
- 1933年（昭和8年）- 東京麻布六本木に高級小型写真機の研究を目的とする「精機光学研究所」を開設。
- 1934年（昭和9年）- 国産初の35mmフォーカルプレーンシャッターカメラ「KWANON（カンノン）」試作。
- 1935年（昭和10年）- 商標「CANON」出願。
- 1937年（昭和12年）- 精機光学工業株式会社として設立。
- 1940年（昭和15年）- 国産初のX線間接撮影カメラを開発。
- 1942年（昭和17年）- 御手洗毅、精機光学工業株式会社社長に就任。
- 1946年（昭和21年）- 戦後初のカメラ新製品「キヤノンS II」発売、進駐将兵、来日バイヤーに好評を博す。
- 1947年（昭和22年）- 「キヤノンカメラ株式会社」に商号変更。
- 1949年（昭和24年）- 証券取引所再開と同時に株式を上場。
- 1951年（昭和26年）- 東京都大田区下丸子に本社、工場を集結。
- 1952年（昭和27年）- 世界初のスピードライト同調35mmカメラ「IVSb」発売。
- 1955年（昭和30年）- ニューヨーク支店開設。
- 1956年（昭和31年）- キヤノン電子（当時、秩父英工舎）が関係会社となる。
- 1958年（昭和33年）- TVカメラ用フィールドズームレンズ発売。
- 1959年（昭和34年）- キヤノン初の一眼レフカメラ「キヤノンフレックス」発売。
- 1961年（昭和36年）- 「キヤノネット」発売、爆発的な売上を記録。EEカメラブームが起こる。
- 1964年（昭和39年）- 世界初のテン（10）キー式電卓「キヤノーラ130」発売。
- 1965年（昭和40年）- キヤノンU.S.A.設立。
- 1967年（昭和42年）- 輸出比率が50%を超す。
- 1968年（昭和43年）- キヤノン事務機販売設立。
- 1969年（昭和44年）- 「キヤノン株式会社」に商号変更。
- 1970年（昭和45年）- 国産初の普通紙複写機「NP-1100」発売。
- 1971年（昭和46年）- 最高級一眼レフカメラ「キヤノンF-1」およびFDレンズ発売。
- 1973年（昭和48年）- 日本初のフルカラー普通紙複写機を発表。
- 1974年（昭和49年）- 前田武男、キヤノン株式会社代表取締役社長に就任。
- 1975年（昭和50年）- レーザビームプリンタ（LBP）の開発に成功。
- 1976年（昭和51年）- 第一次優良企業構想スタート、キヤノン式開発・生産・販売システム検討委員会発足。
- 1977年（昭和52年）- 賀来龍三郎、キヤノン株式会社代表取締役社長に就任。
- 1978年（昭和53年）- 世界初のリテンション方式複写機「NP-8500」発売。
- 1979年（昭和54年）- AF全自動カメラ「オートボーイ」発売。
- 1980年（昭和55年）- ローマ字入力初採用の日本語ワープロ「キヤノワード55」発売。
- 1981年（昭和56年）- 毎分135枚の超高速複写機「NP-8500SUPER」発売。
- 1982年（昭和57年）- 第二次優良企業構想スタート。
- 1983年（昭和58年）- クレジットカードサイズの電卓「マイカード」発売。
- 1984年（昭和59年）- 世界最小・最軽量のレーザビームプリンタ「LBP-8/CX」発売。
- 1985年（昭和60年）- 世界初のバブルジェット方式インクジェットプリンター「BJ-80」発売。
- 1986年（昭和61年）- ポータブル複写機「ファミリーコピアFC-3/5」発売。
- 1987年（昭和62年）- オートフォーカス一眼レフシステム「EOS」およびEFレンズ群発売。
- 1988年（昭和63年）- 世界最高60万画素CCD搭載のスチルビデオカメラ「RC-760」発売。
- 1989年（平成元年）- 山路敬三、キヤノン株式会社代表取締役社長に就任。
- 1990年（平成2年）- 世界初ファジー制御の高速複写機「NP9800」発売。
- 1991年（平成3年）- 世界で初めて強誘電性液晶ディスプレイ（FLCD）の開発に成功。
- 1992年（平成4年）- キヤノン初のフルカラーインクジェットプリンター「BJC-820」発売。
- 1993年（平成5年）- 御手洗肇、キヤノン株式会社代表取締役社長に就任。
- 1994年（平成6年）- 世界初のフルカラー自動両面印刷を実現した「カラーレーザーコピア800」発売。
- 1995年（平成7年）- 御手洗冨士夫、キヤノン株式会社代表取締役社長に就任。
- 1996年（平成8年）- 「グローバル優良企業グループ構想」スタート。
- 1997年（平成9年）- カメラ生産1億台を達成。
- 1998年（平成10年）- 国内で複写機の再製造事業を開始、複写機再製造の日米欧3極体制を確立。
- 1999年（平成11年）- キヤノンの光学技術が世界最大級の天体望遠鏡「すばる」に貢献。
- 2000年（平成12年）- ニューヨーク証券取引所に上場。
- 2001年（平成13年）- 「グローバル優良企業グループ構想」フェーズIIスタート。
- 2002年（平成14年）- 35mmフルサイズ、約1,110万画素CMOSセンサーを搭載したプロ用最高級デジタルAF一眼レフカメラ「EOS-1Ds」発売。
- 2003年（平成15年）- 世界最高倍率の100倍ズームTVレンズ「DIGISUPER 100 xs」発売。
- 2004年（平成16年）- 初の個人投資家説明会を開催。
- 2005年（平成17年）- 下丸子本社に先端技術研究棟を開設。
- 2006年（平成18年）- 「グローバル優良企業グループ構想」フェーズIIIスタート。
- 2007年（平成19年）- 5,000万画素CMOSセンサーの試作に成功。
- 2008年（平成20年）- 一眼レフカメラ生産5,000万台を達成。コンパクトデジタルカメラ生産1億台を達成。
- 2009年（平成21年）- EFレンズ生産5,000万本を達成。
- 2010年（平成22年）- APS-Hサイズで世界最高の約1億2,000万画素CMOSセンサーの開発に成功。
- 2011年（平成23年）- 「グローバル優良企業グループ構想」フェーズIVスタート。
- 2012年（平成24年）- 御手洗冨士夫、キヤノン株式会社代表取締役会長兼社長CEOに就任。
- 2013年（平成25年）- 業務用30型4Kディスプレイ「DP-V3010」を発売し、4K映像制作ディスプレイ市場に参入。
- 2014年（平成26年）- デジタルカメラ生産2億5,000万台を達成。
- 2015年（平成27年）- ネットワークカメラ事業の強化に向けてスウェーデン・アクシス社を連結子会社化。
- 2016年（平成28年）- 「グローバル優良企業グループ構想」フェーズVスタート。東芝メディカルシステムズを連結子会社化。
- 2023年（令和5年） - 2023年3月6日付でニューヨーク証券取引所での米国預託証券（ADR）上場を廃止した[21][22]。

### 歴代社長
| 代   | 氏名         | 在任期間              | 備考               |
| ---- | ------------ | --------------------- | ------------------ |
| 初代 | 御手洗毅     | 1942年 - 1975年       |                    |
| 2代  | 前田武男     | 1975年 - 1977年       |                    |
| 3代  | 賀来龍三郎   | 1977年 - 1989年       |                    |
| 4代  | 山路敬三     | 1989年 - 1993年       |                    |
| 5代  | 御手洗肇     | 1993年 - 1995年       |                    |
| 6代  | 御手洗冨士夫 | 1995年 - 2006年       |                    |
| 7代  | 内田恒二     | 2006年 - 2012年       |                    |
| 8代  | 御手洗冨士夫 | 2012年 - 2016年       | 会長兼務           |
| 9代  | 真栄田雅也   | 2016年4月 - 2020年5月 | 健康上の理由で退任 |
| 10代 | 御手洗冨士夫 | 2020年5月 - 現職      | 会長兼務           |

### 不祥事・事件
- 2005年に労働局から文書指導を受けて以降の一連の宇都宮工場や大分キヤノン（子会社）における偽装請負事件[29][30][31][32][33][34] - 詳細は偽装請負#キヤノンを参照のこと。
- 大光事件 - 2009年（平成21年）2月に発覚した、大分工場の建設にまつわる裏金と、脱税事件。富士夫の「大分人脈」も暴露されたが、本人は一切の関与を否定[35][36]。
- 2016年3月17日の東芝の子会社である東芝メディカルシステムズ買収契約の発表に関して各国政府、機関から独占禁止法違反で厳重注意、罰金などの制裁が科された。
  - 日本：2016年6月30日、公正取引委員会がキヤノンに対し私的独占の禁止及び公正取引の確保に関する法律（日本における独占禁止法）に基づく厳重注意処分[37][38][39]。
  - 中国：2017年1月4日、中国商務省はキヤノンに30万元（約500万円）の 罰金を科す「行政処罰決定書」を公表した[40]。
  - アメリカ：2019年6月10日、アメリカ司法省から事前の通知義務に違反したとして訴えられ、キヤノンと東芝は罪を認めて罰金500万ドル（約5億4,000万円）を払うことで解決した[41]。
  - EU：2019年6月27日、欧州委員会は、EUの買収規則に違反したとして2,800万ユーロ（約34億円）の制裁金を科したと発表した。キヤノンは承服せず提訴したが、EU一般裁判所は2022年5月18日に訴えを退けた。[42][43][44][45]。
- 2020年7月28日、ハッカーグループからランサムウェア攻撃を2回受け、最低でも10TBの全社にわたるデータがランサムウェアによって「人質」になっていたことを発表[46]。ランサムウェア攻撃によりキヤノンUSAのホームページや、画像共有クラウドサービス「image.canon」が一時閉鎖した。

## 主な事業・製品

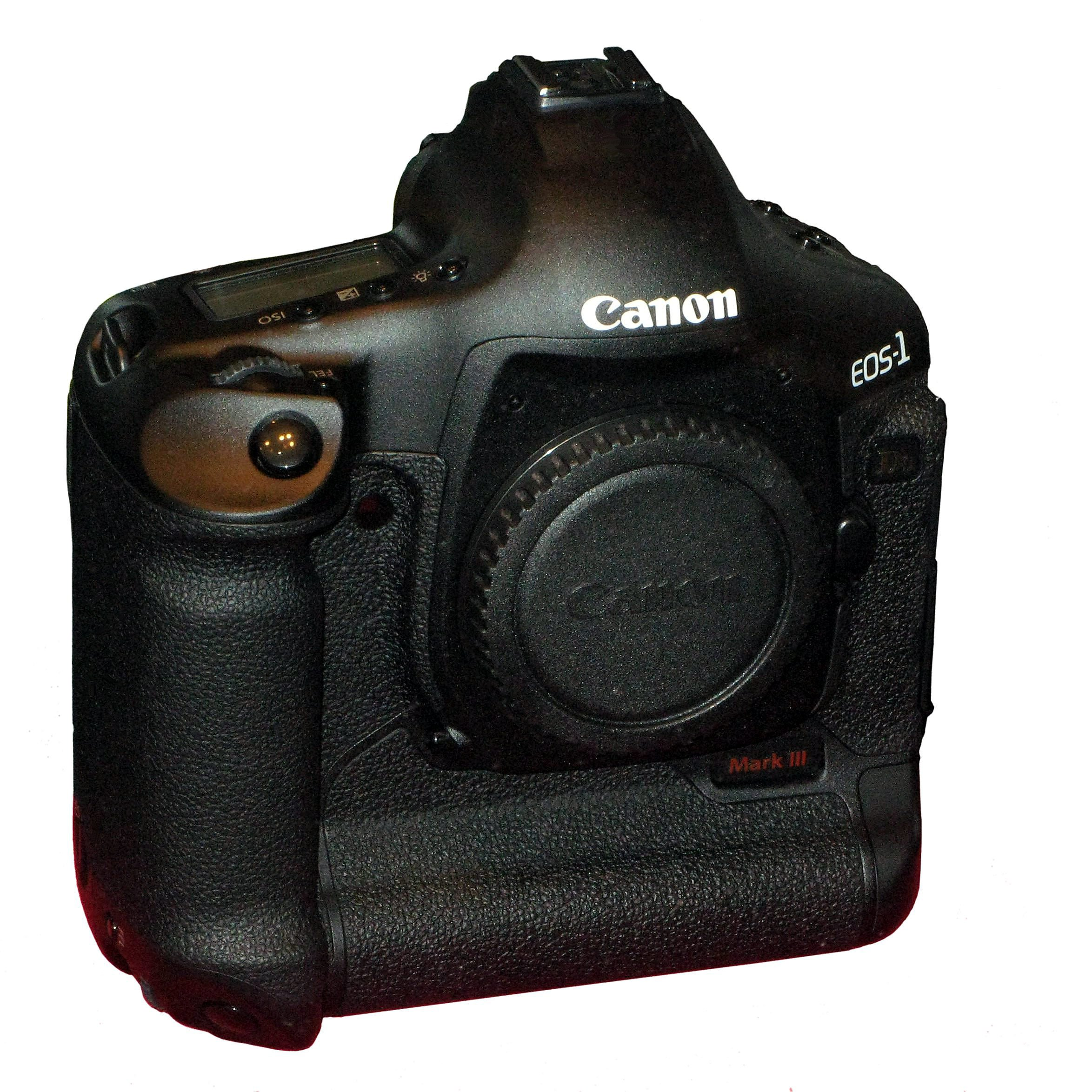
EOS-1Ds MarkIII

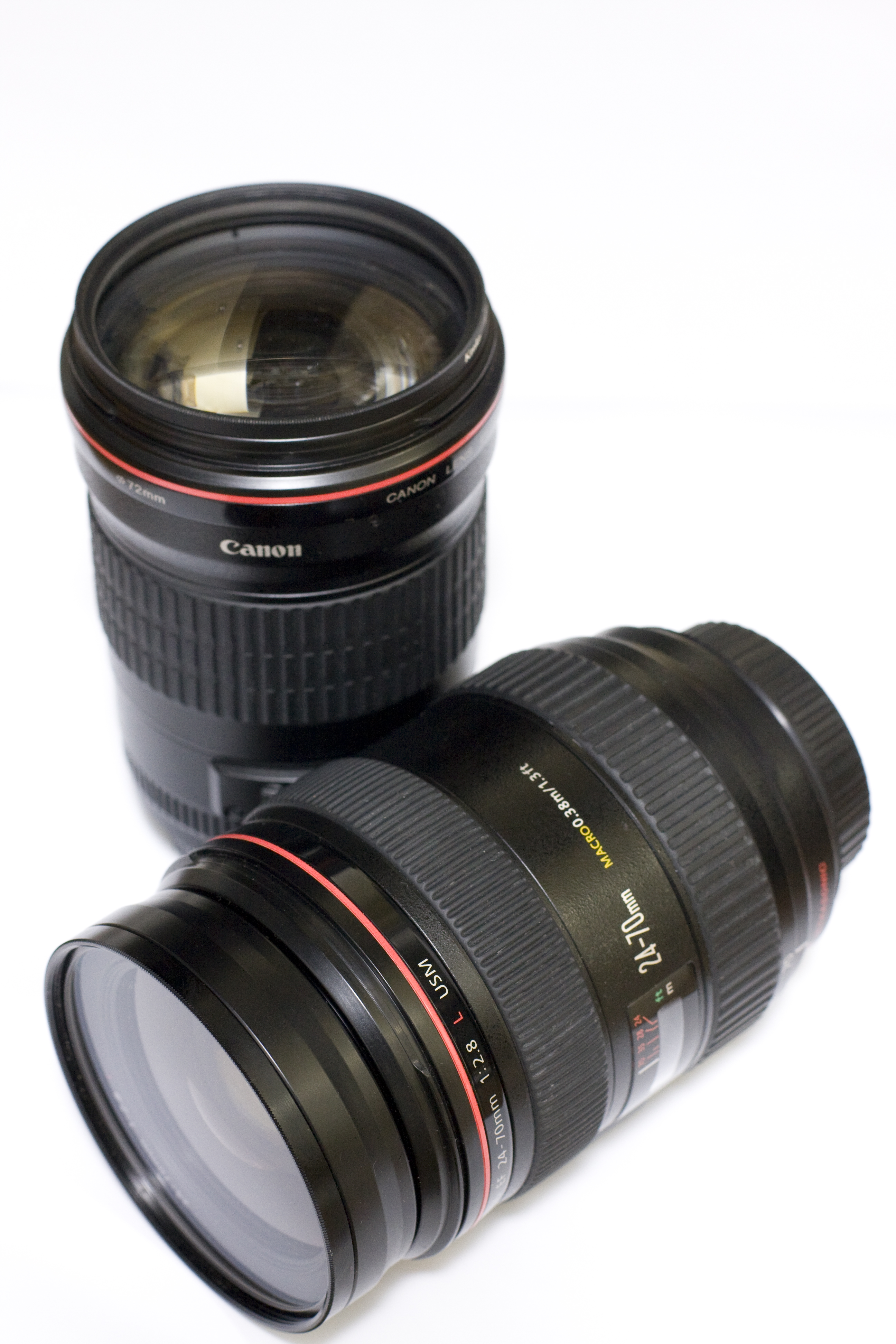
EF135mmF2Lと24-70mmF2.8L

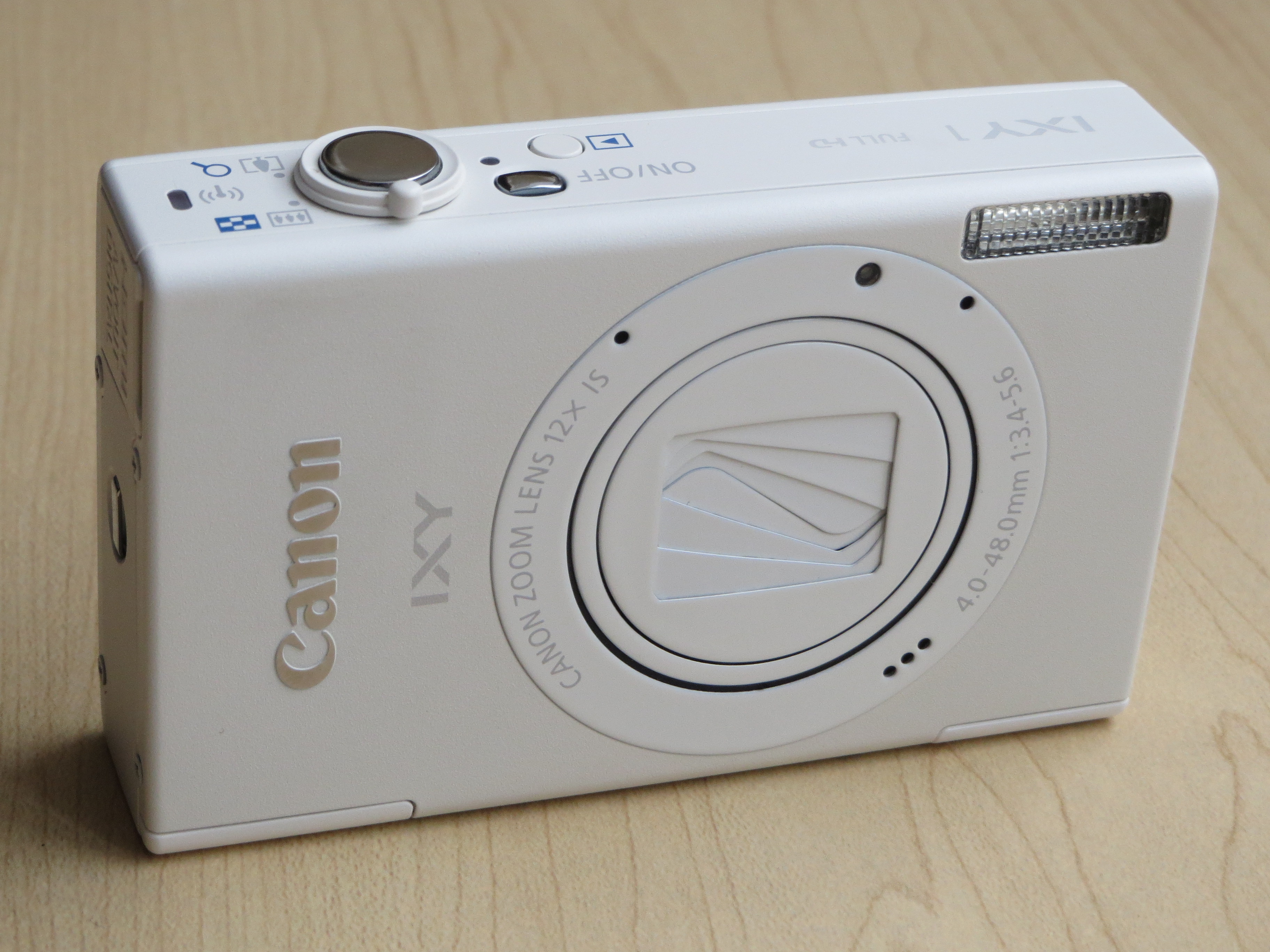
Canon IXY 1

### 入力機器
銀塩フィルムカメラの製造から事業を開始した歴史的経緯もあり、デジタルカメラ、写真レンズを中心に、デジタルビデオカメラ、双眼鏡、液晶プロジェクタなどを加えた映像機器の開発・製造・発売を手がけている。レンズ交換式デジタルカメラの市場では、フィルムカメラの時代から長年に渡ってシェア争いをしているニコンや、ミラーレス一眼カメラで急速にシェアを拡大したソニーとの熾烈な戦いが展開されている。放送・業務用ビデオカメラ用レンズ分野では世界トップシェアを誇り、一時参入していたニコンの追随を許さなかったほどである。その他にも業務用として、XL-H1シリーズをはじめとしたHDVカメラや監視カメラ用のCCTVレンズ、テレビ会議・Web会議システム、ネットワークカメラでも高いシェアを誇っている。近年ではディスプレイ事業への進出を目指し、SEDや有機EL、薄型リアプロジェクションテレビの開発も行っている。このほか、中小型有機ELメーカーの日立ディスプレイズに出資している。

#### CMOSセンサー
高精細化しているFPD（フラット・パネル・ディスプレイ）の検査を行うパネルメーカーや、検査用カメラを設計・製造するメーカーのニーズに応えるため、出荷検査基準をより高めたモノクロ対応の1.2億画素CMOSセンサー120MXSを2018年7月に発売。

#### デジタル一眼レフカメラ
キヤノンは創立以来、究極の一眼レフカメラを追求し、自社開発のレンズ、CMOSセンサー、映像エンジンなどの革新的技術から生み出されるイノベーティブな製品が高画質画像で、世界をリードしている。2021年度の「BCNランキング」によると、キヤノンは販売台数シェアは首位の59.8%を獲得している。

#### ミラーレス一眼カメラ
2012年9月29日にAPS-Cサイズのイメージセンサを搭載し、EF-Mレンズマウントを採用したキヤノン EOS Mを発売し、ミラーレスカメラ市場に参入した。その後、同シリーズのEOS Mシリーズを開発・発売していたが、2018年10月25日にはキヤノン初のフルサイズセンサーを搭載しキヤノンRFマウントを採用したミラーレス一眼カメラとなるキヤノン EOS Rを発売した。2021年度の「BCNランキング」によると、キヤノンは販売台数シェアは首位の34.1％を獲得している。

#### コンパクトデジタルカメラ
コンパクトカメラは1961年の「キヤノネット」に始まる。2008年にはコンパクトデジタルカメラ生産1億台を達成。近年はデジカメの販売台数は縮小傾向。

#### デジタルビデオカメラ
民生用ビデオカメラ事業からは撤退し、高速データ処理、小型化、省電力化を実現した高品質フルHD業務用ビデオカメラのみ生産している。

#### デジタルシネマカメラ
2015年にはキヤノンは4K動画撮影に対応したビデオカメラの新シリーズ『XC10』を発表。8K映像の撮影・表示が可能な業務向け「CINEMA EOS SYSTEM」のカメラやディスプレイも開発中。

#### 放送機器
記者会見・ニュース撮影など報道用途や屋内外のロケなど、番組制作のさまざまな場面で使用される。2015年末現在、国内シェア1位を獲得している。2020年の東京オリンピックに向けた取り組みを実施している。

#### 交換レンズ
キヤノンの交換レンズは、EOS一眼レフ用のEFマウントレンズ、EOS Rミラーレス一眼用のRFマウントレンズや、放送業務用ビデオカメラの高倍率ズームで多彩に展開している。

#### ネットワークカメラ
カメラと事務機に次ぐ3本目の柱として進められている事業のひとつ。ネットワークカメラの世界シェアトップであるアクシスを子会社化。これまでにもビデオ管理システムを持つマイルストーンを買収するなど法人向けのネットワークカメラビジネスについて体制を整えている。

#### 医療機器
医療機器分野では、眼科用測定機器（眼底カメラ）、X線写真撮影機器（デジタルラジオグラフィ）、医療画像記録機器の開発・製造を手がけている。2016年12月に東芝メディカルシステムズ（現・キヤノンメディカルシステムズ）を子会社化。

#### スキャナー
フィルムや写真、文書などをデジタルデータ化するスキャン技術には、高精細スキャンを追求するキヤノンの高度な光学技術、電子デバイス技術、ソフトウェア技術などの独自技術が数多く盛り込まれている。現在はスキャナーを備えた複合プリンターが多くCCDモデルとCISモデルの2機種が販売されている。

### 出力機器
各種プリンター（PIXUS、Satera、imagePROGRAF、SELPHY）や複写機/複合機（PIXUS、Color imageRUNNER、imageRUNNER、ファミリーコピア、ミニコピア、Satera MULTI FUNCTION PRINTER、imagePRESS）、イメージスキャナ・ドキュメントスキャナ（CanoScan、imageFORMULA）、プロジェクタ、ファクシミリ（キヤノフアクス）などといったOA機器やコンピュータ用周辺機器、関連ソフトウェアを開発・製造・発売している。なおファクシミリについては個人用を2006年12月に、複写機も個人用を2016年3月に販売終了し、現在は業務用のみとなっている。さらに、オランダ・オセ社が傘下に入り、基幹系プリンター、連帳プリンター、オンデマンドプリンターなどのラインナップが強化されているほか、業務用フォトプリンター（DreamLabo）などの新規ジャンルも増やしている。

#### インクジェットプリンター

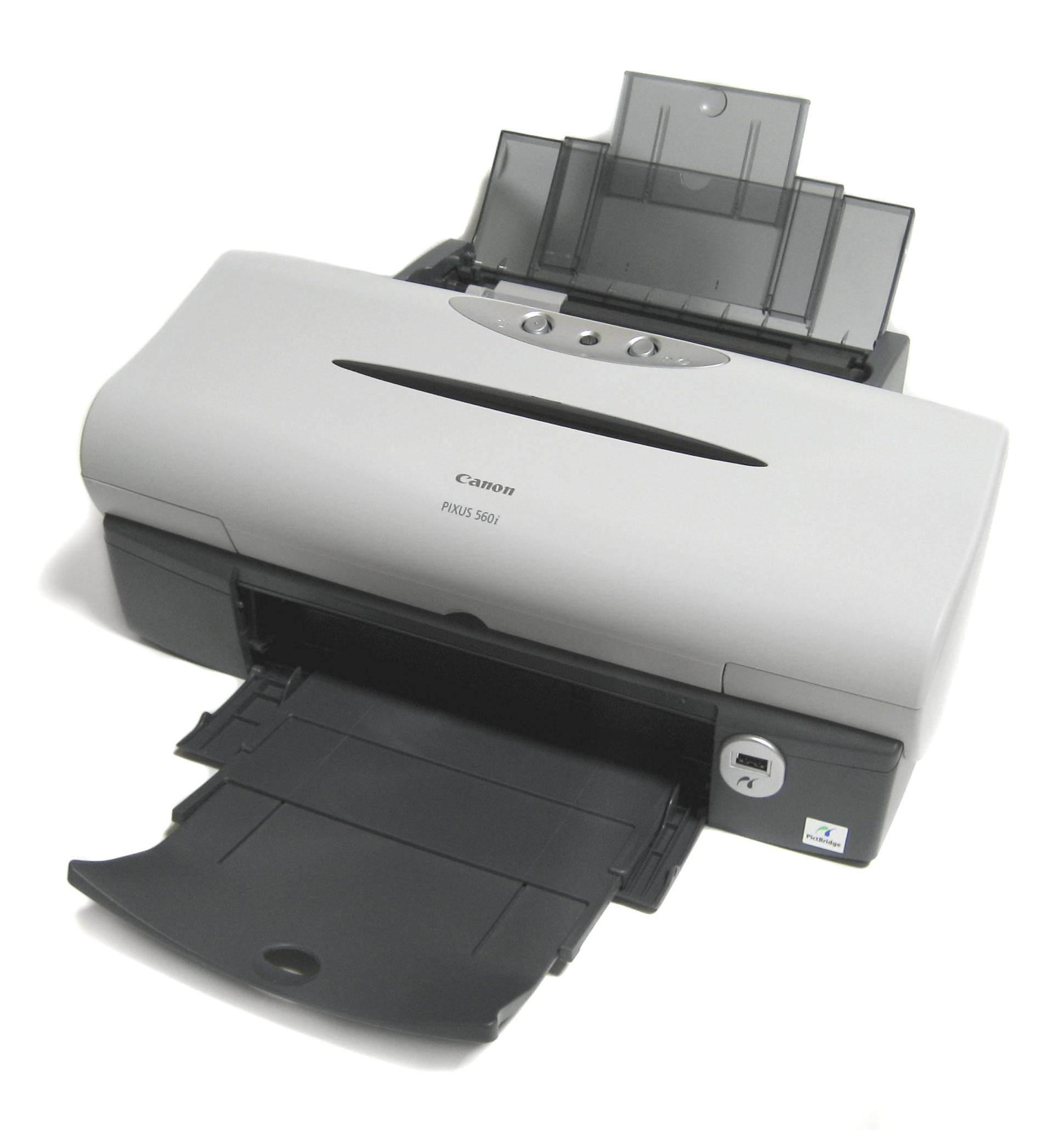
キヤノンインクジェットプリンター PIXUS560i

1980年代にインクノズル内のヒーターを加熱して発生させた泡（バブル）の圧力によりインクを噴出させることにより精密なイメージを印刷可能にした「バブルジェット方式」（サーマル方式インクジェット）を開発、1985年からこの方式を採用した「BJプリンタ」を発売。オフィスから家庭まで幅広く普及し、現在のキヤノンの売り上げの大きな核となった。現在ではピクサスブランドで展開、日本市場ではセイコーエプソンのカラリオと激しいトップシェア争いを繰り広げている。また現在では、PictBridgeなどに対応し、カメラからのダイレクトプリントも可能なものがある。なるべく独自技術の特許を他社に開放せず、技術を囲い込む戦術はキヤノンの特徴的なマーケティング戦略であると言える。また、ポスターなどの印刷を行う大判プリンターは「imagePROGRAF」ブランドとして販売している。imagePROGRAFは、「綴プロジェクト（文化財未来継承プロジェクト）」の出力機器として使用されている。高速・大量の写真・アルバムの印刷を行う業務用フォトプリンターは「DreamLabo」ブランドとして販売している。インクジェットプリンタ/複合機「PIXUS」と機動戦士ガンダムのコラボレーション、「PIXUS GUNDAM PROJECT」の「機動」として、シャア専用カスタマイズキット付きの限定モデルを販売した。

#### 大判インクジェットプリンター
基本性能である高速出力・高画質・低コストをさらに進化させ、ソフトウエアを拡充することで、生産性と出力ワークフローの利便性が向上している。CAD/GIS図面を出力する建築、土木、製造、官公庁などの大規模ネットワーク環境から中規模ワークグループだけでなく、高品位ポスターを出力する流通業や小売店、教育現場など、幅広い大判プリントニーズに対応している。大判機の中心に据える水性インクジェットタイプは、世界シェアが台数ベースで2014年末現在27％で2位。

#### 業務用フォトプリンター
リテイルフォト業界向けとして新展開する業務用フォトプリンター「DreamLabo」には、家庭用インクジェットプリンターから業務用デジタル複合機まで、幅広い製品開発を続けてきたキヤノンのプリンター技術が投入されている。一般的なプリンターはCMYKの4色、画質を重視する業務用プリンターでも6色での印刷が主流だが、キヤノン「DreamLabo 5000」は、CMYKの4色に加え、さらにフォトシアン、フォトマゼンタ、グレーを加えた7色のインクで印刷を行う。これにより、従来のカラーレーザー印刷では表現できなかった写真画質が表現できるようになった。銀塩方式の「立体感」「重厚感」とインクジェット方式の「透明感」、それぞれの強みを融合したインクジェットならではの広い再現色域を活かして、より豊かな深みのある色表現を実現している。

#### レーザープリンター・複合機

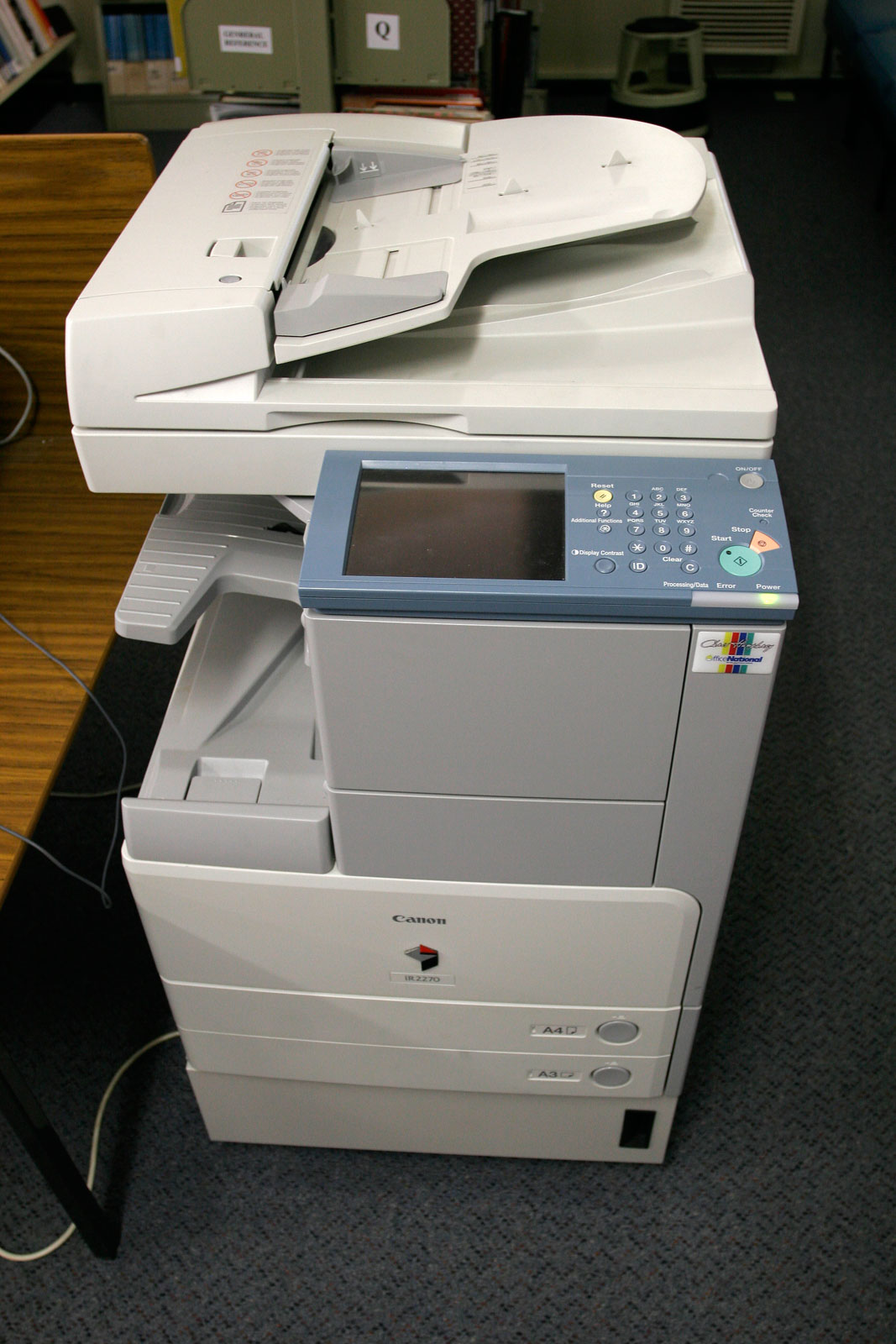
オフィス向け複合機 iR2270

1960年代に複写機の開発を開始。それまで米・ゼロックスが特許を盾に市場を独占していたが、ゼロックスの特許をまったく使わずに独自の電子写真方式「NP方式」の開発に成功、1969年に初の製品を発売した。以後複写機の分野ではゼロックスと並ぶシェアを占めた。現在ではほとんどの製品がデジタル複合機に移行し、「imageRUNNER（イメージランナー、iR（カラーはiRC））」「imagePRESS（イメージプレス）」のブランドで発売している。また、電子写真技術をもとにレーザープリンター（LBP）を開発し、かつては「LASER SHOT（レーザショット）」、現在では「Satera（サテラ）」のブランドで発売している。なお、レーザープリンター商品はオンデマンド定着式 を採用しており省エネに貢献している。これら製品に関連し、文書管理やプリンター管理、帳票設計などのソフトウエア製品群を、「imageWARE（イメージウェア、iW）」ブランドで開発・販売している。

#### オフィス向け複合機
オフィスドキュメントの入出力・保管・送受信など、あらゆる業務をこなす複合機。ネットワーク技術をはじめ、ドキュメント処理技術やソフトウェア技術など、キヤノンの先進の技術が投入されている。レーザープリンター、オフィス向け複合機、デジタルプロダクションプリンティングシステムなどは、同じ原理でプリントを行っている。2025年9月に発売開始のimageFORCE（イメージフォース）ブランド：C5100シリーズ/6100シリーズ/C3150FからはLEDチップによる露光方式を採用した。

#### デジタルプロダクションプリンティングシステム
デジタルプロダクションプリンティングシステム「imagePRESS」は、キヤノン初のプロフェッショナル向けカラーオンデマンド機で、オフセット印刷に迫る高画質・高精細を実現し、少部数印刷にも対応できる生産性と優れた耐久性・信頼性を備えている。

#### プロジェクター
従来より小型化・軽量化に成功した業務用4Kプロジェクター『4K500ST』を2015年から発売している。解像度は4,096×2,400、輝度は5,000ルーメン。シミュレーターやデジタルサイネージ、医療、美術館など高画質を望む市場をターゲットにしている。

#### 自由視点映像生成システム
スタジアムやスタジオを取り囲むように多数のカメラを設置し、撮影された映像を3Dデータ化することにより任意の視点、視線による映像を再現するシステムを提供している。光学技術、映像処理技術、並列分散画像処理技術、ネットワーク伝送技術、ユーザーインターフェース技術などにより広範囲の映像を高速、高画質で提供する。キヤノン株式会社川崎事業所内にボリュメトリックビデオスタジオ-川崎（Volumetric Video Studio - Kawasaki（VVS-K））を開設し、自由視点映像の作成サービスを実施している。

### 露光装置
製造機器分野では、半導体露光装置（ステッパーなど）および液晶基板露光装置の開発・製造を手がけており、キヤノンの半導体製造装置は世界の企業の半導体・製造装置メーカー売上高ランキングで2019年（令和元年）度は15位につけている。

#### 半導体露光装置
半導体露光装置市場では、1970年（昭和45年）に日本初のマスクアライナーを発表。同製品で世界トップの地位になったがステッパーへの移行が遅くなり、平成以降にはニコンとオランダのASMLとの技術競争で押され、市場シェアが低迷した。
巻返しのために次世代露光技術の一つであるナノインプリントに注目し、その開発に取り組んでいる。2014年（平成26年）には関連技術を持つ米国モレキュラー・インプリント社（テキサス州、現・キヤノンナノテクノロジーズ）を買収した。製品の量産化は2021年以降になる。

#### フラットパネルディスプレイ（FPD）露光装置
大型液晶テレビに使用される液晶パネルは、大型ガラス基板に微細な画素回路を露光する技術で作られるが、キヤノンのFPD露光装置は、57型ワイドテレビの一括露光も可能。2015年末現在、この装置のトップメーカーとなっている。

### その他製品
- 香りペーパー[56][57]

### 要素技術
光学コンポーネントを開発・製造・販売している。また、バーチャルリアリティ技術の一種である拡張現実/複合現実（en:Mixed reality）を実現する機器（ヘッドマウントディスプレイ）やプラットフォームを開発している。

#### 共通基盤技術
- カラーマネジメントシステム -（入出力機器において高画質かつ統一感のある色を再現するための技術）
- 映像認識技術 -（映像データの内容を理解するための認識技術）
- ユーザーインターフェース -（使い手の目的や意図を的確にくみ取り、使いやすさを追求するための技術）
- 通信ネットワーク技術 -（高画質映像を「簡単・セキュアかつ高速・省電力」で高品位に伝送するための技術）
- クラウドサービス基盤技術 -（クラウドサービスへの対応と短期間でのサービス構築するための技術）
- セキュリティ技術 -（製品・サービスの安全性を確保するための技術）
- 画像検索技術-（欲しい画像をすばやく的確に検索するための技術）
- OS技術 -（デジタルカメラをはじめとした、数多くのキヤノン製品に採用されているOS技術）
- システムLSI統合設計環境 -（ハードウェア・ソフトウェアのシステム全体を1チップに搭載するための技術）
- ソフトウェア設計・検証技術 -（設計されたソフトウェアの動作モデルが正しいことを数学的に検証する技術）
- ディペンダビリティ -（安全で信頼できるサービスをユーザーに提供する技術）
- インプロセス可視化技術 -（製品の動作メカニズムを明確にする技術）
- シミュレーション技術 -（製品開発段階で、製品内で起きる現象を分析する技術）
- 超音波モーター -（USMを世界で初めて実用化した、超音波振動で駆動するモーター技術）
- エンコーダー -（角度や移動距離を測定するセンサー技術）
- レーザードップラー速度計 -（レーザー光を照射し、移動・回転している対象物の速度を非接触で計測する技術）
- ガルバノスキャナー -（レーザー光の位置決めをして穴あけやカッティング、トリミングなどを行う装置）

#### 環境配慮技術
- 高機能バイオマスプラスチック -（環境負荷の低減に有用な材料技術）
- 揮発性有機化合物の代替技術 -（VOCs（揮発性有機化合物）の排出量の削減技術）
- クリーナーレス現像技術 -（感光ドラムの現像ローラーによる残トナーの回収を安定させる技術）
- オゾンレス帯電技術 -（感光ドラムのローラーに交流と直流を重畳した電圧をかけて感光ドラムを帯電させる技術）
- トナー定着技術 -（フィルムを介してトナーに熱を与えて画像を定着させる技術）
- トナーカートリッジリサイクル技術 -（再び新品のトナーカートリッジとして使用可能にする技術）

#### 品質技術
- 人間・生理計測評価技術 -（脳波や筋電位、血流・汗・視線などの生理的な反応を測定する技術）
- 化学物質安全性評価技術 -（VOC （揮発性有機化合物）、粉じん、オゾン、微粒子などの放散化学物質の測定技術）
- LSI故障解析技術 -（IR-OBIRCH法による電子部品評価・解析技術）

#### 生産技術
- トナーカートリッジ生産システム -（カートリッジ生産の100以上もの工程を24時間365日稼動する自動化ライン技術）
- ケミカルコンポーネント技術 -（機能をバランスよく発揮させる素材の独自開発技術）
- 金属高精度切削技術 -（数十マイクロメートルといった高精度加工を実現する技術）
- 加工・計測装置技術 -（ナノメートルオーダーの独自の加工・計測装置の開発技術）
- IBF (Ion Beam Figuring) 加工技術　-（原子サイズの精度が要求される多層膜ミラーを作る技術）
- モールド技術 -（高精度の非球面レンズ、DOレンズの金型製造技術）
- 高密度実装技術 -（半導体の微細化、機器の小型化、軽量化技術）
- 仮想試作技術 -（機器全体の駆動機構解析を実施するための技術）

### 関連会社の事業
キヤノン株式会社からの事業移管、あるいはグループ会社の自主事業として、関連領域のビジネスを展開している。

#### 情報機器
キヤノンが世界で初めてテンキー式入力の電卓の製品化に成功した。現在は、キヤノン電子が、ハンディターミナルを、キヤノン電産香港有限公司が電卓・電子辞書などのパーソナル情報機器を、キヤノンファインテックニスカがRFIDカードプリンターを、それぞれ開発・製造・販売している。電子辞書はwordtank（ワードタンク）シリーズとして好評を博している。

#### ITサービス
キヤノンMJグループをはじめ、キヤノン電子グループ、Canon Information and Imaging Solutions（キヤノンUSAグループ）などの関係会社が、インターネットサービスやSI、各種ソフトウェアの販売、エンベデッド、BPOなどのITサービス事業を展開している。また、画像処理やネットワーク接続技術（BluetoothやIEEE.802.11）を得意とするキヤノンアイテックおよびキヤノンイメージングシステムズでもエンベデット事業を手がけているほか、キヤノン製品の開発関連会社 にも、ソフトウエア開発に携わる企業が多くある。

#### 製造装置
真空技術やメカトロ技術をコアに、半導体をはじめディスプレイや太陽電池、ストレージなどのさまざまな製造装置を開発・製造・販売している。これらのビジネスは、キヤノンマシナリーやキヤノンアネルバ、キヤノントッキの各社が中心となって展開されており、キヤノングループの生産自動化や内製化の推進にも貢献している。また、キヤノンMJ では、RAVE社やmattoson、Zygoなどの日本国外メーカーの関連装置を輸入・販売している。

#### コンポーネント機器
モータ、TMFセンサ、産業用磁気ヘッド、コンタクトイメージセンサ、電子回路などのコンポーネント製品を開発・製造・販売している。これらのビジネスは、キヤノン電子やキヤノンプレシジョン、キヤノン・コンポーネンツなどが展開している。

#### 医療機器
眼科機器や遺伝子診断機器、血圧計などの医療機器を開発・製造・販売している。これらのビジネスは、OPTOPOL Technology S.A.やU.S Life Science、Virtual Imaging、キヤノンメドテックサプライ、エルクエストなどが展開している。また、キヤノンMJがフィリップス社製AEDの販売を行っている。2016年12月には東芝メディカルシステムズを完全子会社化し、東芝メディカルシステムズは2018年1月4日にキヤノンメディカルシステムズへ商号変更。

#### その他
イオンビーム（IBE）関連装置、業務用生ごみ処理装置、スピーカーなどの開発・製造・販売を行っている。

### 撤退した事業

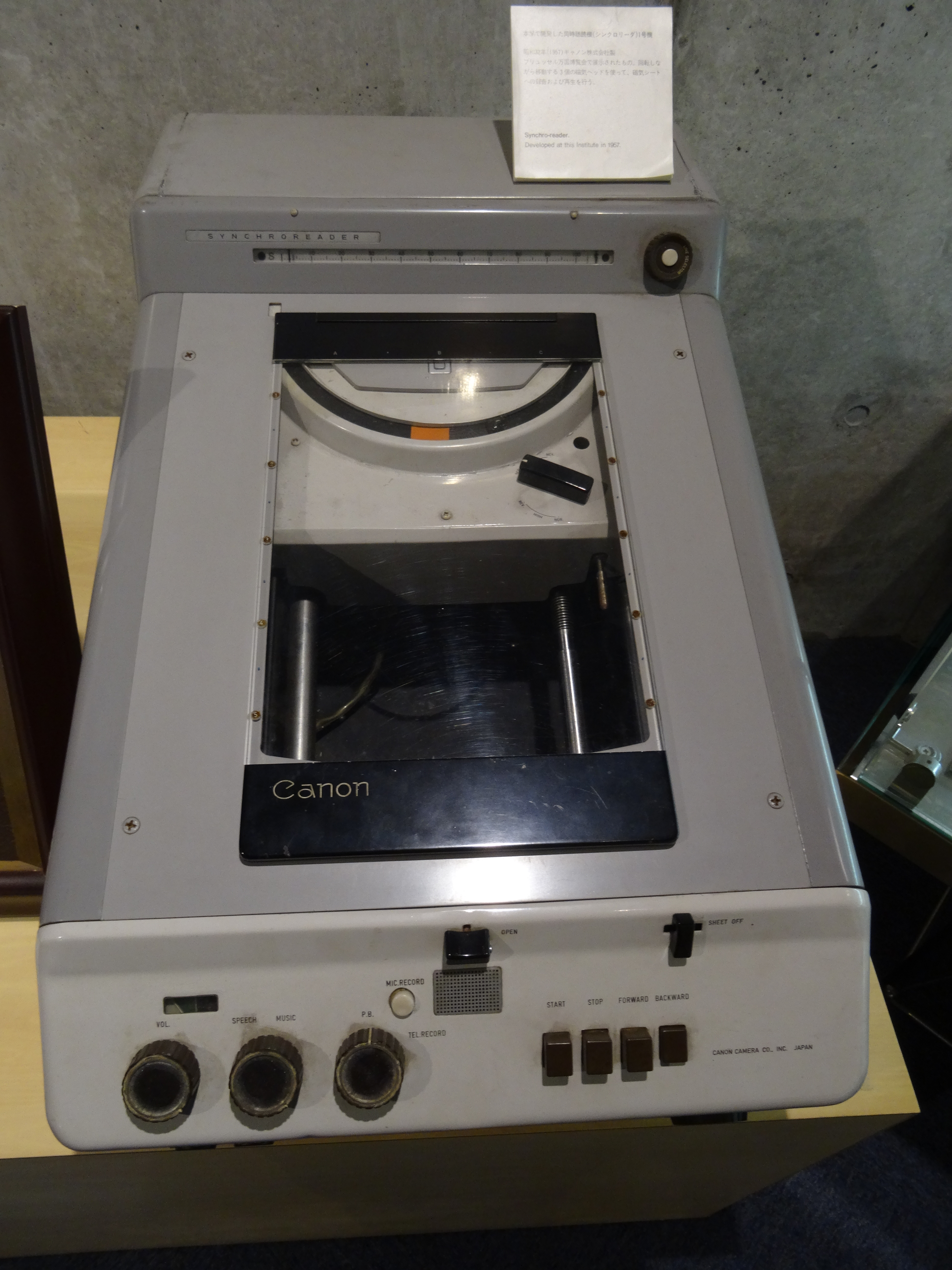
シンクロリーダー（東京工業大学博物館所蔵）

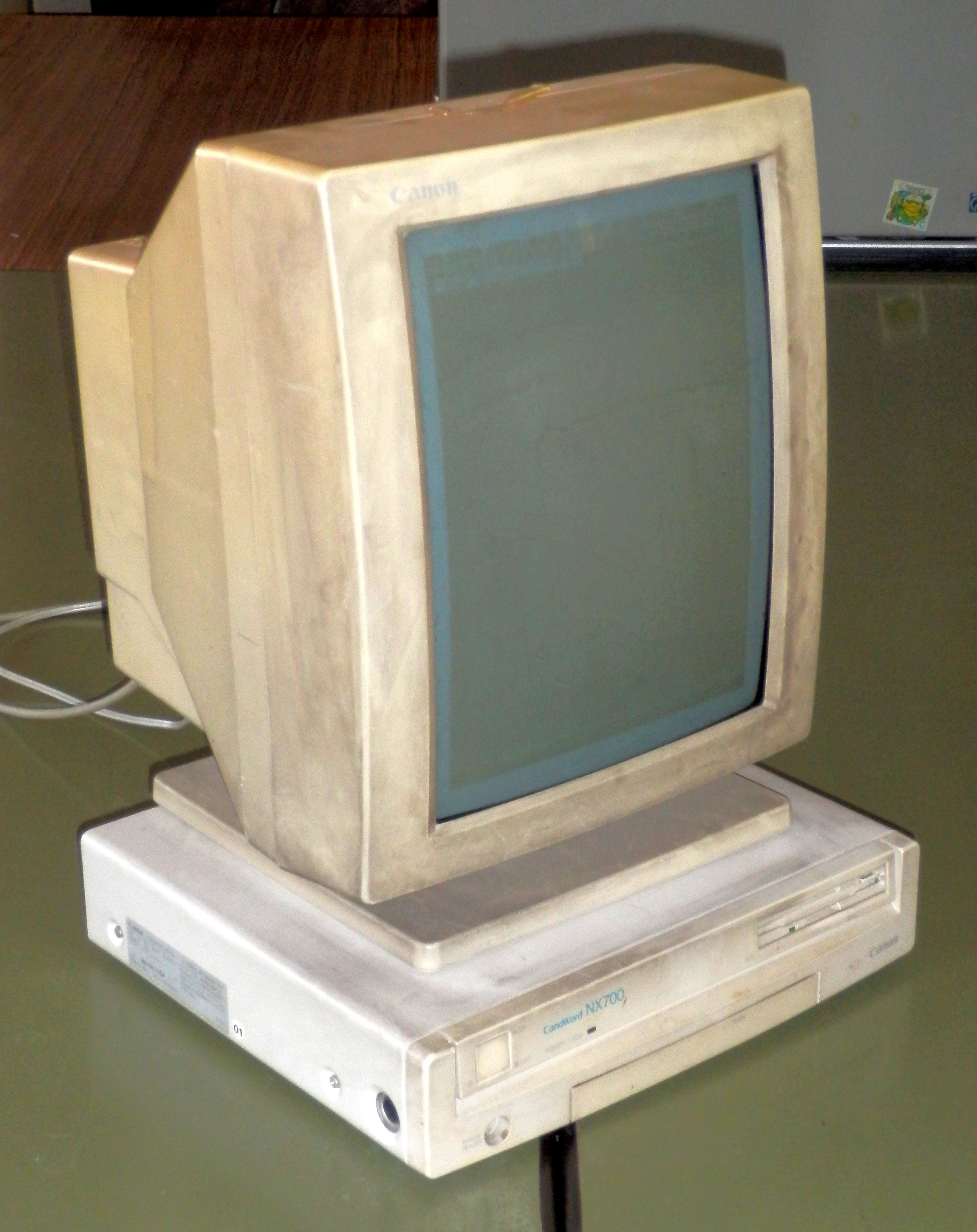
キヤノワード NX700

- 視聴覚教育用磁気シートレコーダー（シンクロリーダー）- 1957年発売。後発のリコーの廉価機に敗れ事業としては失敗したが、このときに採用したエレクトロニクス関連の人材、技術が電卓や複写機・プリンターの開発に生かされた。
- 強誘電性液晶ディスプレイ（FLCD）
- ワープロ（キヤノワード）
- 業務用DTP専用機（EZPS）
- パーソナルコンピュータ
  - Macintosh 512Kを日本語対応化したDynaMac、MSX規格機、AX規格機、DOS/V機（INNOVAシリーズ）、キヤノン・キャットのようなオフィス専用機、またNeXTからハードウェア部門を買収して、PowerPC用のチップセット事業も行っていた。
  - PERSONAL STATION NAVI
    - 独自OS搭載のタッチパネル画面GUIインターフェース型モノクロパソコン。電話機、FAXも一体型で搭載し、グリーンCRT使用。初代機種は各界からデザインの秀逸さが評価され、通産省グッドデザイン賞を受賞。コミックス「コブラ」作者で知られる寺沢武一など著名イラストレーターにも重宝された（初代機種 解説HP1、初代機種 解説HP2）。最終機種となる二代目機種はデザインが大幅に変更され、ラップトップパソコンに近くなっている。初代機種を見学したスティーブ・ジョブズはこれを絶賛し、着想を得て後のiPhone、iPadにつながっていった[60]。

  - NECのPC-9801シリーズに乗っかろうとしてか、下丸子工場でPC98互換機を作っていた。
    - 完成度はかなり良く、PC-98のソフトウェアの80%は完全起動していた。

  - ハンドヘルドコンピュータ X-07（英語版）
    - CPUはZ80バイナリ互換のNSC800、ROM 16Kbyte、RAM 8Kbyte、液晶ディスプレイ120x32ドット、20文字ｘ4行のキャラクタ表示、周辺装置として赤外線を用いた光カプラが用意されており、別の X-07 や周辺装置とデータやプログラムを(室内直進の場合、距離5m、1200ボーで)送受信が可能であった[61]。

  - パーソナルコンピューター AS-100
    - 1982年に、パーソナルコンピューターとしてAS-100(i8088、標準OSは、MS-DOS、CP/M-86)を開発・販売した[62][63]。
- パーソナル向けファクシミリ（ファクスホン）
- デジタル印刷機（DPシリーズ）
- フォント
  - TrueTypeフォント「FontGallery」シリーズを発売していた（Windows 3.0時代にはWIFEフォントとして発売された）が、2007年1月31日で販売終了した。安価な割にデザインがいいことに加え、ほかのフォントベンダーに比べ使用条件が緩い。中でも「FG角ゴシック体Ca」「FG丸ゴシック体Ca」は、販売終了した現在でもテレビ番組のテロップ表示で多く使われている。使用場面も多く、一部の放送局では標準のニューステロップとして採用している例もある（後継フォントとしては、フォントワークスのニューロダンがよく採用される）。また、数多くのバラエティ番組やアニメ番組でも使用されており、過去には「サザエさん」をはじめ（現在は平成角ゴシック体を使用）、特に2000年代のアニメでは使用例が多く見られた。また、「角ゴシック体Ca」が東京ドームのスコアボードに採用されている。
- フィルムカメラ
  - デジタルカメラの高性能化・高画質化に伴い、フィルムカメラの需要が激減。2018年にEOS-1Vが販売終了したことで、キヤノンのフィルムカメラ全機種が販売終了となり、初号機「KWANON」から80余年続いたキヤノンのフィルムカメラの歴史に幕を下ろした。なお、デジタルカメラEOSシリーズと互換性がある交換レンズやカメラアクセサリーの一部は開発・販売を継続している。

## 組織

### 事業所
事業所は関東地方、とりわけ東京都・神奈川県境の多摩川沿いに集中している。関東地方以外では、大分県に事業所がある。

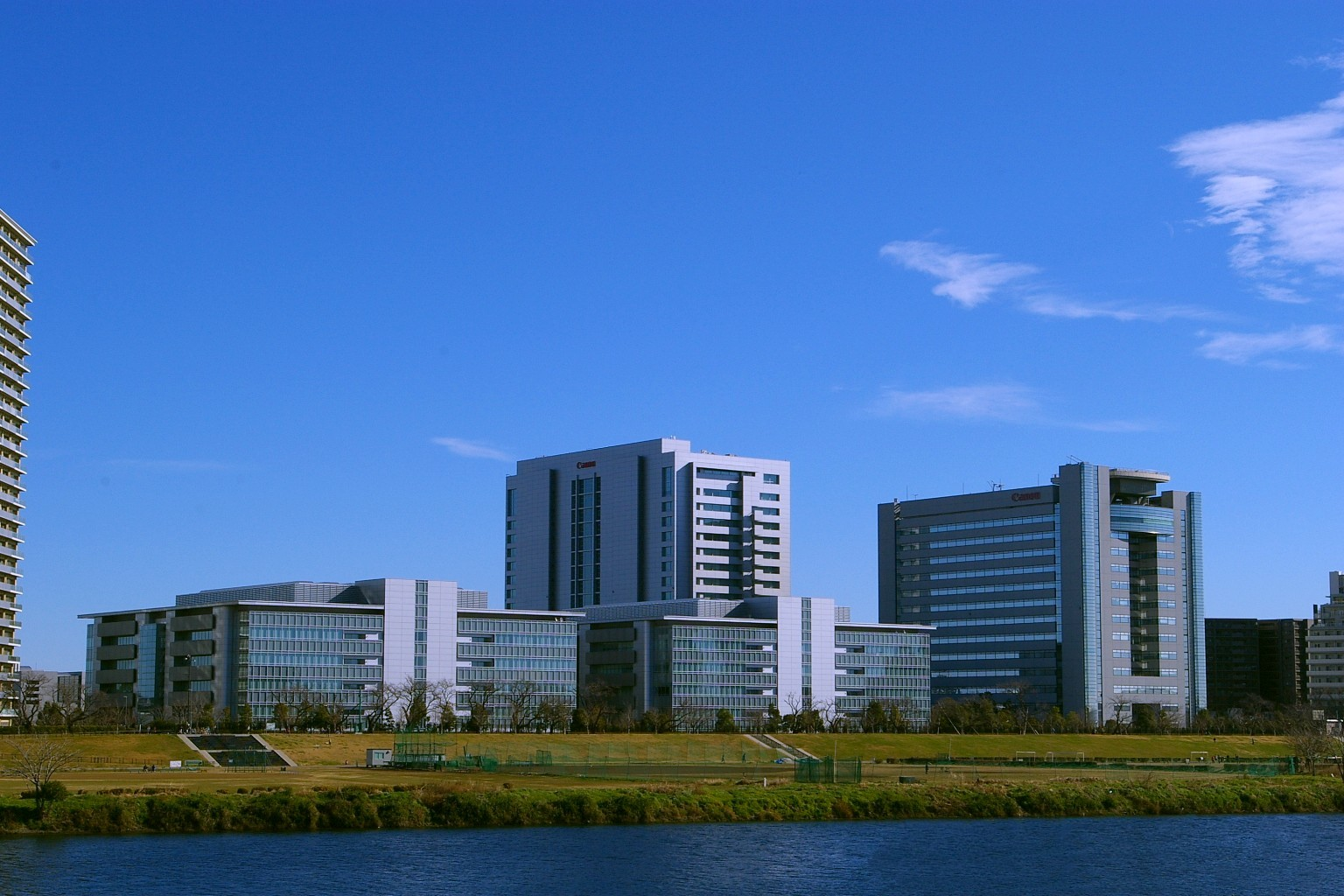
本社社屋遠景

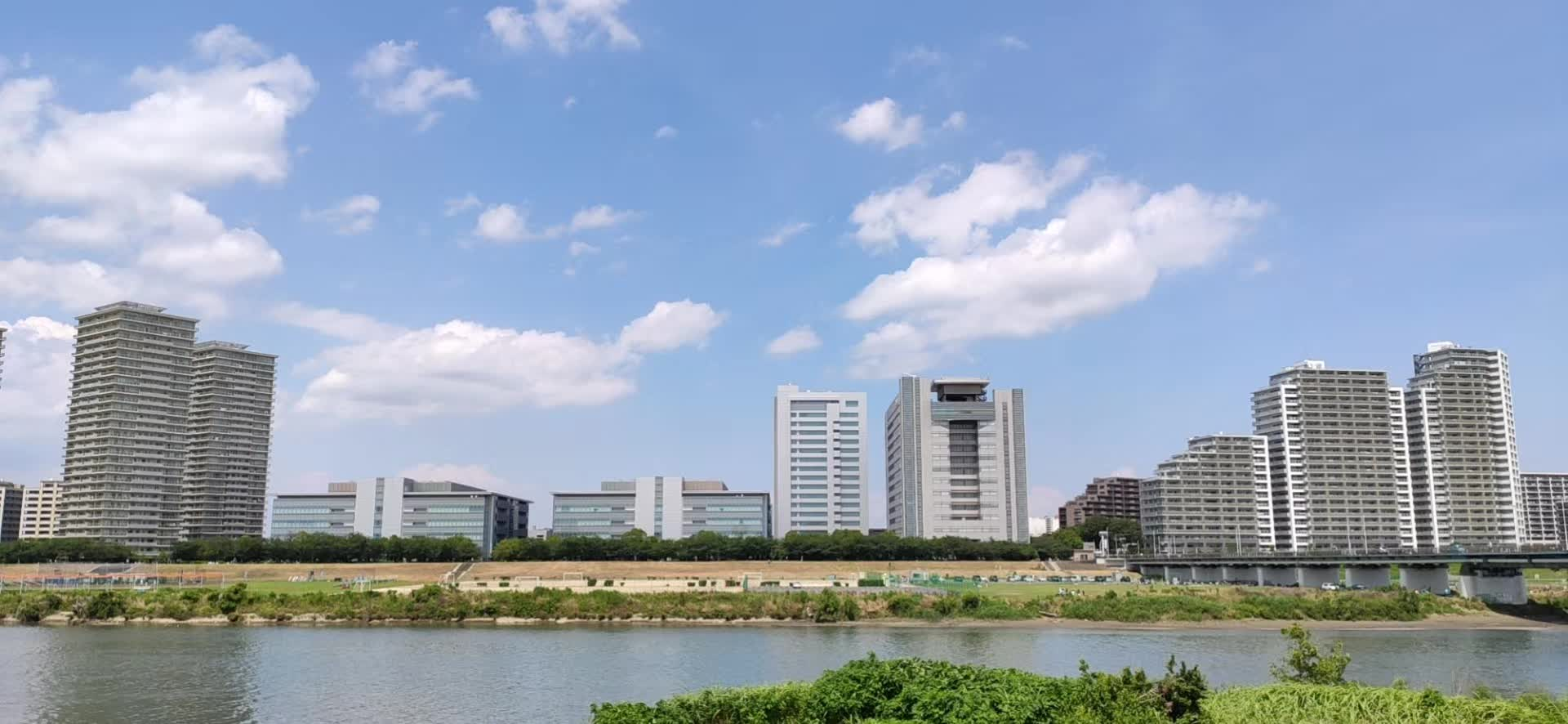
本社ビル群

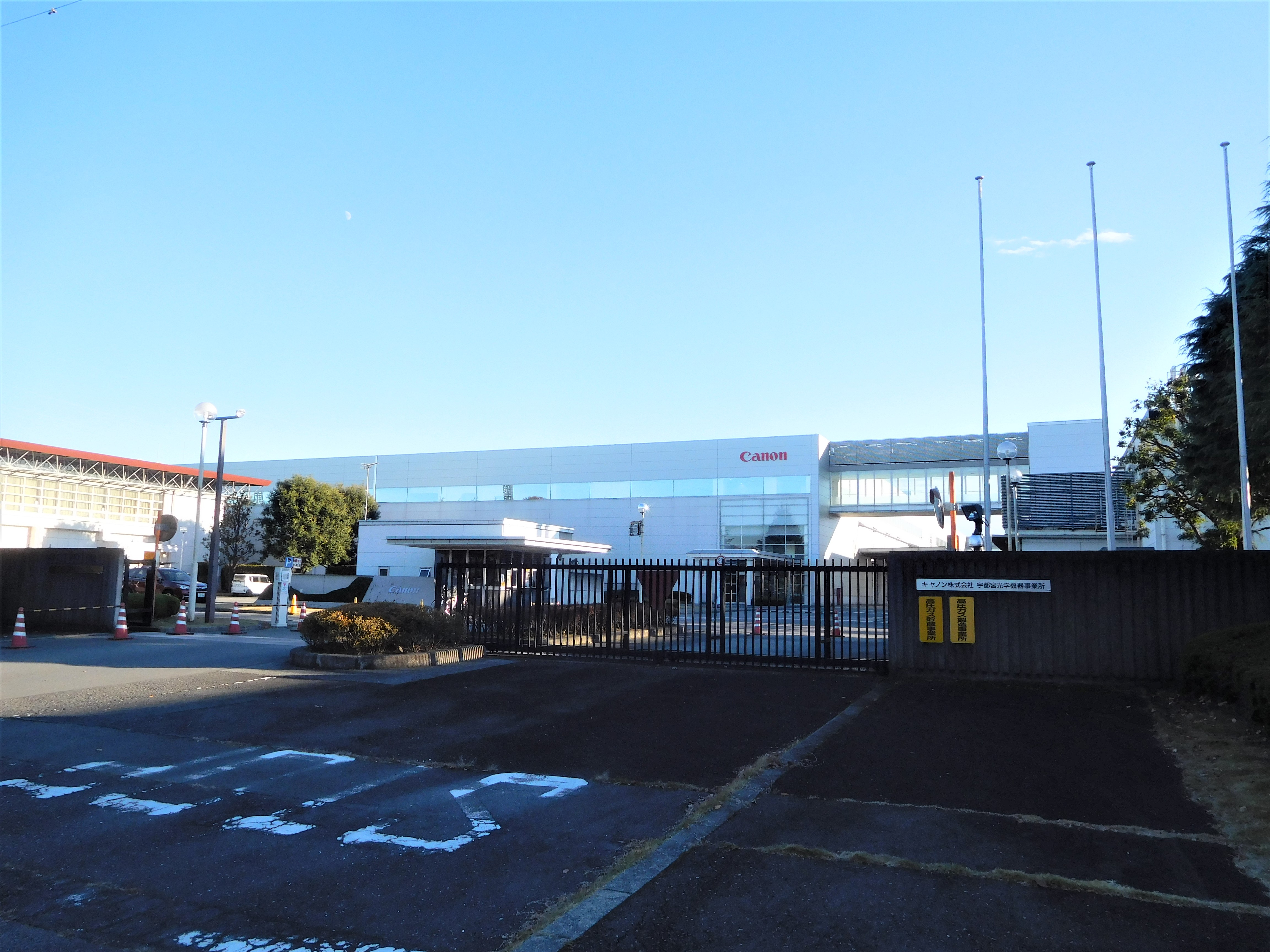
宇都宮光学機器事業所

- 本社・下丸子別館（東京都 大田区下丸子、多摩川）
- 矢向事業所（神奈川県川崎市幸区塚越）
- 川崎事業所（神奈川県川崎市幸区柳町）
- 玉川事業所（神奈川県川崎市高津区下野毛）
- 小杉事業所（神奈川県川崎市中原区今井上町）
- 平塚事業所（神奈川県平塚市）
- 平塚第二事業所　(神奈川県平塚市)
- 綾瀬事業所（神奈川県綾瀬市）
- 富士裾野リサーチパーク（静岡県裾野市）
- 宇都宮事業所（栃木県宇都宮市）
  - 宇都宮光学機器事業所、光学技術研究所、宇都宮工場の3拠点から成る[64]。
- 大田原事業所 (栃木県大田原市下石上)
- 取手事業所（茨城県取手市白山）
- 阿見事業所（茨城県稲敷郡阿見町）
- Canon Global Management Institute（CGMI）（東京都目黒区中根）
- 大分事業所（大分県大分市丹生）
- 大分ものづくり人材育成センター（大分県大分市角子原）

過去
- 新宿本社（東京都新宿区西新宿）
- 目黒事業所（東京都目黒区中根）
- 新川崎事業所（神奈川県川崎市幸区鹿島田）
- 中央研究所（神奈川県厚木市森の里）
- エコロジー研究所（京都府相楽郡木津町）
- 茂原事業所（千葉県茂原市早野）
- 溝の口研修センター（神奈川県川崎市高津区）
- 上里事業所（埼玉県児玉郡上里町)

### おもな連結子会社
ただし、キヤノンITソリューションズ株式会社に代表されるキヤノン株式会社の孫会社も含む。

#### 製造会社
・日本
- キヤノン電子株式会社（磁気・事務機コンポーネント、ドキュメントスキャナー、ハンディターミナル）
- キヤノンプレシジョン株式会社 （マイクロモーター、トナーカートリッジ、光半導体センサー）
- キヤノン化成株式会社（トナーカートリッジ、トナーカートリッジ用高分子精密機能部品、光学素子用塗料・接着剤）
- 大分キヤノン株式会社 （デジタルカメラ、デジタルビデオカメラ、EFレンズほか）
- キヤノンファインテックニスカ株式会社（事務機、事務機周辺機器、インクジェットプリントシステム、光学機器、業務用プリンターなど）
- キヤノン・コンポーネンツ株式会社（コンタクトイメージセンサー、プリント配線板、インクジェットカートリッジ、医療機器）
- 長浜キヤノン株式会社（レーザープリンター、トナーカートリッジ、a-Siドラム）
- キヤノンオプトロン株式会社（光学結晶（カメラ用・天体用）、蒸着材料）
- 大分キヤノンマテリアル株式会社（複写機・プリンターの化成品）
- 上野キヤノンマテリアル株式会社（複写機・プリンターの化成品）
- 福島キヤノン株式会社 （業務用フォトプリンター、プリントヘッド、インクタンク、キヤノン製品のソフト評価）
- キヤノンセミコンダクターエクィップメント株式会社 （半導体製造装置関連製品、生産装置の設計・製造）
- キヤノンエコロジーインダストリー株式会社 （事務機・消耗品などキヤノン製品のリユース・リサイクル）
- キヤノンモールド株式会社（精密プラスチック金型の設計・製作）
- キヤノントッキ株式会社（有機ELディスプレイ・薄型太陽電池製造装置、真空関連装置）
- 長崎キヤノン株式会社（デジタルカメラ、ネットワークカメラ）
- キヤノンアネルバ株式会社（半導体製造装置、電子部品製造装置、真空機器など）
- キヤノンマシナリー株式会社（先端分野の自動化・省力化装置、半導体製造装置）
- 日田キヤノンマテリアル株式会社（トナーカートリッジ用高分子精密機能部品）
- キヤノンウィンド株式会社（デジタルカメラ用の部品など）
- トップ事務機株式会社（事務機などキヤノン製品のリユース・リサイクル）
- 宮崎キヤノン株式会社（デジタルカメラ、実装部品）
- キヤノンメディカルシステムズ株式会社（医療機器）

#### 販売会社
・日本
- キヤノンマーケティングジャパン株式会社 （キヤノン製品・関連ソリューションの国内マーケティング）
- キヤノンシステムアンドサポート株式会社（キヤノン製品・関連ソリューションのコンサルティング・販売・サポート・保守）
- キヤノンプロダクションプリンティングシステムズ株式会社（プロダクション印刷機器・消耗品の販売、保守サービスなど）
- キヤノンメドテックサプライ株式会社（医療用機器・健康機器・医療関連消耗品・医療画像システムの販売）
- 株式会社AZE（3D医療画像解析システムなどの開発・製造・販売）
- キヤノン電子ビジネスシステムズ株式会社（事務機の販売・保険代理業）

#### 研究開発・ソフトウエア会社
・日本
- キヤノンイメージングシステムズ株式会社[65]（キヤノン製品のソフトウエア/ファームウエア開発および品質評価）
- キヤノンITソリューションズ株式会社（SIおよびコンサルティング、ITサービス、各種ソフトウエアの開発・販売）
- キヤノンエスキースシステム株式会社（SI事業、パッケージソフトの販売）
- キヤノン電子テクノロジー株式会社（コンピューターソフトウエア・システムの設計・開発・運用・保守・販売）

#### その他関係会社等
・日本
- キヤノン技術情報サービス株式会社（特許調査、技術情報分析、特許および一般文書翻訳）
- キヤノンカスタマーサポート株式会社（コンタクトセンター、コンシューマ製品サービス業務、フォトビジネス支援）
- キヤノンビジネスサポート株式会社（キヤノンMJグループのファシリティーマネジメント、不動産サービス、オフィスサービス）
- キヤノングローバル戦略研究所

## テレビ番組
- 日経スペシャル ガイアの夜明け 「勝つ工場」 〜甦るメイド・イン・ジャパン〜（2005年3月22日、テレビ東京）[66] - キヤノンのセル生産を取材。

## 広報・広告

### コーポレート・ステートメント
現在
- make it possible with canon（日本、「それ、キヤノンでできるようにしましょう」の意）
- Delighting You Always 感動常在（日本以外のアジア）
- image ANYWARE（北アメリカおよび南アメリカ、「あらゆる事を想像する」の意）
- you can（ヨーロッパ）
- advanced simplicity（オセアニア）

過去
- 光と電子を未来に結ぶ
- 映像と情報のワンダーランドへ
- 世界のブランド

### CM

#### 現在の提供番組
2022年4月現在のもの。
- 日経スペシャル ガイアの夜明け（テレビ東京系・BSテレ東）
  - 2023年9月29日まで番組スタート以来長きに提供。同年10月以降は同局系平日の祝祭日を除く月 - 金曜朝放送の「ニュースモーニングサテライト」へ提供番組を移動（「キヤノンマーケティングジャパングループ」名義）[注釈 5]。
- 世界遺産 THE WORLD HERITAGE（TBS系 2015年4月5日 - 2016年3月27日は複数社提供、2016年4月3日からは一社提供）
  - 上述のように日本テレビ系では2009年10月以降、フジテレビ系では2012年1月以降、テレビ朝日系では2022年1月以降、レギュラー番組の提供は一時消滅している（なお、「マスターズゴルフ」などの各種スポーツ中継でのスポンサー提供は継続している）。

#### CM出演者
キヤノンではCMイメージキャラクターを「コミュニケーションパートナー」という名称で呼んでいる。
- 山下晃和（EOS・「真の完成」篇）
- 鹿島康秀（EOS・「父の写真」篇）
- 山崎美貴（EOS・「父の写真」篇）

#### CMソング
- Kiss Me（シックスペンス・ノン・ザ・リッチャー）

### 契約スポンサー
現在
- 森田あゆみ（プロテニスプレーヤー）
- 大分トリニータ
- 劇団四季
- 新国立劇場

過去
- 国際陸上競技連盟（公式パートナー）
- ウィリアムズF1（1985年から1993年の間、チームのタイトルスポンサーを務める）
- ブラウンGP（2009年シンガポールグランプリのみスポンサーを務める）
- 村口史子（ゴルフ）
- 諸見里しのぶ（ゴルフ）
- Jリーグ
- 川崎フロンターレ

## スポーツ活動
- 横浜キヤノンイーグルス（ジャパンラグビーリーグワン）
- キヤノンアスリートクラブ九州（女子陸上競技チーム、2009年4月創部）
- キヤノンオープンゴルフトーナメント（男子プロゴルフトーナメント、2008年 - 2012年）

## 地球温暖化対応

### 防止への取組み
気候変動の主な原因とみられるCO2の排出削減に向け、製品の省エネルギー化をはじめ、オフィスや工場での省エネ、物流の効率化など、製品のライフサイクル（一生）全体で取り組んでいるとしている。オフィス機器の省エネルギー技術は、2008年から2020年までの累計で55,218GWhの省エネルギー効果を生み出してきた。事業所の使用電力についても、特に欧州を中心に再生可能エネルギー利用に努め、欧州では約83%が再生可能エネルギーである。

### 懐疑論の発信
本社が地球温暖化防止を掲げる一方、傘下のキヤノングローバル戦略研究所では、人為起源地球温暖化懐疑論者の杉山大志を研究主幹に起用し、人為的地球温暖化懐疑論および反再生可能エネルギー論を発信している。ガーディアンの取材に対し、キヤノンは「キヤノングローバル戦略研究所は同社の事業ではなく、研究所の活動や研究についてコメントする立場にない」と答えた。この件に対して、企業監視団体のAction Speaks Louderと写真家により「Cameras Don't Lie」というコンテストで抗議がなされている。
ソニー、リコー、富士フイルム、ニコン、パナソニックなどの同業他社が再生可能エネルギー100％を約束しているのに対し、キヤノンは4.85％の再生可能エネルギー目標しか約束していない。

## 関連する企業・人物
- 昭栄（東証一部上場） - 「みずほ信託退職給付信託キヤノン口再信託受託者資産管理サービス信託」として保有している[72]。また、1944年にキヤノンの前身である精機光学工業は昭栄が前年1943年に買収した大和光学製作所を合併した[73]。
- アキハバラデパート - 創業者の吉田五郎が外商の売掛金の集金係として働いていた[74]。
- オハラ - セイコー系の光学レンズメーカー。キヤノンが取引面での関係強化から資本介入に踏み切った。
- 鉄道ファン (雑誌) - 1977年から共同で「鉄道ファンフォトコンテスト」を主催。優秀作品には賞品で同社のカメラが贈呈される。それ以外でも裏表紙に同社製品の広告が掲載されることが多い。
- 星野愷 - 東京工業大学名誉教授。シンクロリーダーの発明者。